# Salicornia dolichostachya
Salicornia dolichostachya är en amarantväxtart som beskrevs av Charles Edward Moss. Salicornia dolichostachya ingår i släktet glasörter, och familjen amarantväxter. Inga underarter finns listade i Catalogue of Life.